# ヘスス・アレソ
ヘスス・アレソ・ブランコ（Jesús Areso Blanco、1999年7月2日 - ）は、スペイン・ナバラ州カスカンテ出身のサッカー選手。ラ・リーガ・アスレティック・ビルバオ所属。ポジションはディフェンダー。

## クラブ経歴
ナバーラ州のカスカンテに生まれ、2014年まで地元アマチュアクラブのCDアルビオンにてサッカーをプレーしていた。2017年7月には、アスレティック・ビルバオが45万ユーロを支払ってCAオサスナからアレソを買い取った。アスレティック・ビルバオでは2019-20シーズンのコパ・デル・レイでトップチーム招集を受けたが、デビューはできなかった。
2021年5月26日、CAオサスナにフリーで移籍し、5年契約を結んだ。同年9月26日、RCDマジョルカとのリーグ戦でプリメーラ・ディビシオン初出場を記録した
2022年8月23日、セグンダ・ディビシオンに所属するブルゴスCFにレンタル移籍した。
2025年7月22日、アスレティック・ビルバオに6年契約で復帰した。